# Jorge Luis Prats
Jorge Luis Prats (Camagüey, 3 juli 1956) is een Cubaans pianist.
Na zijn opleiding in Havana heeft hij zich verder geschoold aan onder andere het Tsjaikovski-Conservatorium in Moskou, het Conservatorium in Parijs en de Hochshüle für Müsik und Künstler in Wenen. Op 20-jarige leeftijd werd Prats door de jury van het Marguerite Long-Jacques Thibaud Concours in Parijs unaniem tot winnaar uitgeroepen, waarbij hij ook verschillende andere prijzen in de wacht sleepte, zoals die voor de beste interpretatie van Maurice Ravel en André Jolivet. Door het isolement van Cuba is Prats pas op latere leeftijd op de grote podia van de wereld gaan optreden.
Jorge Luis Prats is gastdocent aan de Nationale Universiteit van Colombia in Bogota, de Hogeschool voor de Kunsten in Havana, het Centrum voor Kunsten in Mexico-Stad, het conservatorium van Córdoba, Spanje en aan het Glenn Gould Royal Conservatory in Toronto.
Hij heeft concerten gegeven in een groot aantal landen in Europa, Noord-, Centraal- en Zuid-Amerika, China, Japan en Korea. Prats trad op met onder andere de Royal Philharmonic in Londen, het BBC Orchestra, de Dallas Symphony en de Berliner Staats-Oper.
Opnamen van Prats zijn gemaakt op diverse labels: onder andere Pathé Marconi (EMI France), Deutsche Gramophone, ASV, IMP (Verenigd Koninkrijk), Musical Heritage. Zijn repertoire omvat concerten, werken voor piano en orkest van onder meer Mozart, Beethoven, Brahms, Granados, Rachmaninoff, Prokofiev, Ravel, Saint-Saëns, Franz Liszt, Grieg, Schumann, Tchaikovsky, Scriabin, Dohnanyi, Litolf en Chopin.

## bronnen
- Interview in de Volkskrant 23-10-2008
- info met o.a filmfragment[dode link]
- info over concertserie Meesterpianisten
- Optreden in Grote Zaal Concertgebouw
- info op www.soycubano.com-site ter promotie van Cubaanse cultuur

- Biblioteca Nacional de España: XX5300484
- Bibliothèque nationale de France: cb14217405s (data)
- Gemeinsame Normdatei: 1017563233
- International Standard Name Identifier: 0000 0000 2681 2972
- Library of Congress Control Number: n81125233
- MusicBrainz: c34e1e35-db20-4551-9e95-3dfcef89e300
- Nationale Bibliotheek van Israël: 987007395533405171
- Virtual International Authority File: 40704689
- WorldCat: E39PBJjmWPbVg3rcHw7cm4xbh3